# Ди Прима, Диана
Диана Ди Прима (англ. Diane di Prima; 6 августа 1934 — 25 октября 2020) — американская поэтесса, издатель. Относится к поколению битников, являясь самой известной женщиной в данном литературном направлении.

## Биография
Родилась в 1934 году в Бруклине, в итало-американской семье; её дед по матери, Доминико Маллоцци, был завзятым анархистом, соратником Карло Трески и Эммы Гольдман. Свои первые стихи Диана написала в семь лет, а в подростковом возрасте окончательно утвердилась в своем намерении посвятить свою жизнь поэзии. Конец 50х — начало 60х провела на Манхэттене, где участвовала в формирующемся движении битников. Её первая книга, «Птица, которая летает задом наперед» («This Kind of Bird Flies Backward»), была выпущена в 1958 году издательством Лероя Джонса (позднее известным как Амири Барака). Начиная с 1961 года Ди Прима и Джонс совместно выпускали бюллетень «The Floating Bear», посвященный американской андеграундной поэзии. Вместе с Джонсом, Джеймсом Уорингом, Фредом Херко и Аланом Марлоу, основала независимый Нью-йоркский поэтический театр. В 1966 году сблизилась с кругом Тимоти Лири и опубликовала его «Психоделический опыт» через своё издательство «Poets Press». Позднее она присоединилась к акционистской группе «Диггеры» (The Diggers), тесно связанной с движением хиппи.
Поэзия Ди Примы отражала борьбу за социально-политический переворот в обществе 1960-70х годов, но, тем не менее, её работы часто фокусировались на личной жизни и отношениях. В более поздних стихах прослеживается интерес также к алхимии и восточной философии.
Начиная с конца 1960-х Ди Прима постоянно проживала в Калифорнии. Там она выпустила свою первую крупную работу в прозе, роман «Мемуары битника». С 1974 по 1997 год Ди Прима преподавала в Школе Джека Керуака, а также выступала с лекциями в различных колледжах и университетах Калифорнии. В 2001 году Ди Прима опубликовала «Вспоминая свою женскую жизнь: Нью-йоркские годы» («Recollections of My Life as a Woman: The New York Years.»). В 2009 году она была объявлена поэтом-лауреатом Сан-Франциско.